# Marocco ai XXII Giochi olimpici invernali

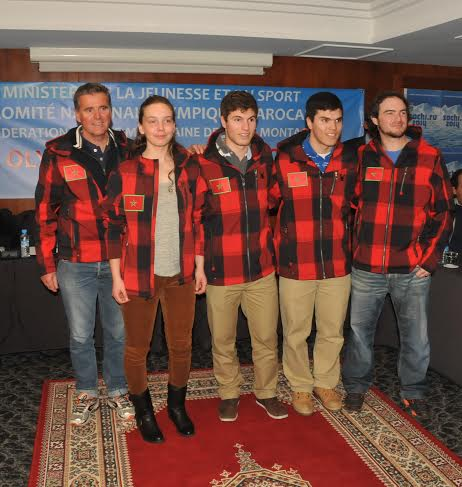
Parte della delegazione marocchina

Il Marocco ha partecipato ai XXII Giochi olimpici invernali, che si sono svolti dal 7 al 23 febbraio a Soči in Russia, con una delegazione composta da due atleti.
Portabandiera è stato lo slalomista Adam Lamhamedi.
È stata la sesta partecipazione della squadra marocchina ai Giochi invernali. Non sono state vinte medaglie.

## Risultati

### Sci alpino
Maschile
| Gara                     | Atleta         | Manche 1 | Manche 1  | Manche 2 | Manche 2  | Totale  | Totale    |
| Gara                     | Atleta         | Tempo    | Posizione | Tempo    | Posizione | Tempo   | Posizione |
| ------------------------ | -------------- | -------- | --------- | -------- | --------- | ------- | --------- |
| Slalom gigante maschile  | Adam Lamhamedi | 1'29"27  | 51        | 1'29"96  | 48        | 2'59"23 | 47        |
| Slalom speciale maschile | Adam Lamhamedi | 54"47    | 51        | DNF      | DNF       | DNF     | DNF       |

Femminile
| Gara                      | Atleta     | Manche 1 | Manche 1  | Manche 2 | Manche 2  | Totale  | Totale    |
| Gara                      | Atleta     | Tempo    | Posizione | Tempo    | Posizione | Tempo   | Posizione |
| ------------------------- | ---------- | -------- | --------- | -------- | --------- | ------- | --------- |
| Slalom gigante femminile  | Kenza Tazi | 1'35"27  | 69        | 1'34"52  | =61       | 3'09"79 | 62        |
| Slalom speciale femminile | Kenza Tazi | 1'10"19  | 56        | 1'06"96  | 45        | 2'17"15 | 45        |